# 肯普諾

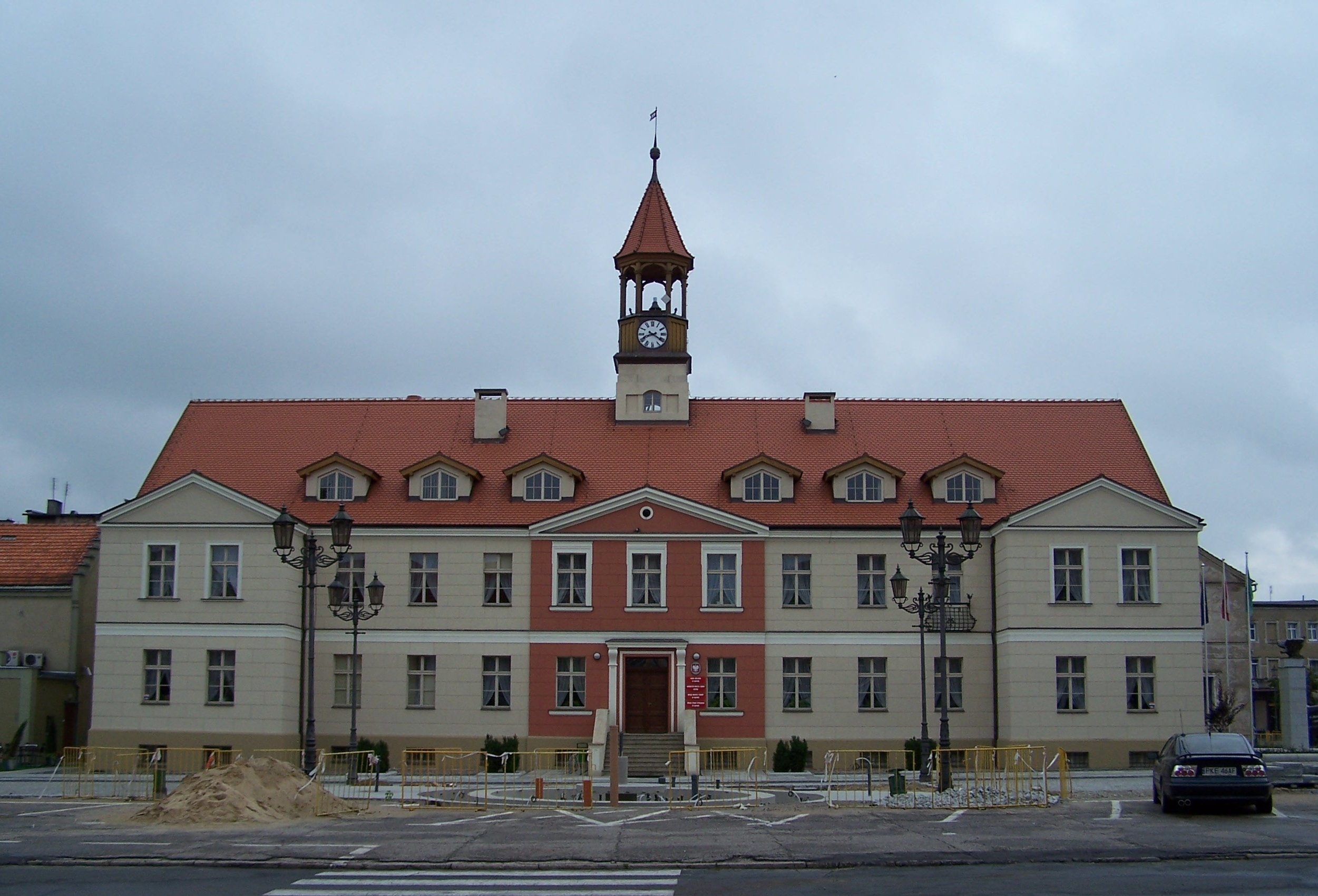
市政廳

肯普諾（波蘭語：Kępno）是波蘭的城鎮，位於該國西南部，距離弗罗茨瓦夫約80公里，由大波蘭省負責管轄。面積7.79平方公里，2021年人口13,857。在第二次瓜分波蘭中，該鎮在1793年被納入普魯士王國管治範圍，該鎮在德语中被稱為「波森的肯彭」（德語：Kempen in Posen）。
51°17′N 17°59′E / 51.283°N 17.983°E